# Analyse et traitement informatique de la langue française
 (octobre 2024).
Si vous disposez d'ouvrages ou d'articles de référence ou si vous connaissez des sites web de qualité traitant du thème abordé ici, merci de compléter l'article en donnant les références utiles à sa vérifiabilité et en les liant à la section « Notes et références ».
Analyse et traitement informatique de la langue française (ATILF) est une unité mixte de recherche du Centre national de la recherche scientifique (CNRS) et de l'université de Lorraine (ex université Nancy-II).

## Histoire
L’unité mixte de recherche 7118 ATILF est née le 1er janvier 2001 du rapprochement entre l’Institut national de la langue française (INaLF - CNRS) et le LANDISCO (langue, discours, cognition de l'université Nancy-II).

## Trésor de la langue française
En 1960, le recteur Paul Imbs fonde le Centre de recherche pour un Trésor de la langue française (CRTLF).
Son objectif est de créer un dictionnaire en utilisant des moyens automatisés. Le centre a lancé un vaste programme de saisie d’ouvrages et s’est équipé d’un système informatique Gamma 60 de la société Bull.
Une première édition papier du Trésor de la langue française (TLF), sur seize tomes, s’est échelonnée entre 1971 et 1994.
L’application informatique est un témoignage direct de l’informatique française[pas clair], car elle a été portée sur CII 10070 puis sous Iris 80, et enfin sous Multics.

## LeTrésor de la langue française informatisé
Le Trésor de la langue française informatisé (TLFi) est la version informatisée du dictionnaire Trésor de la langue française.

## Dictionnaire du moyen français
L'ambition du Dictionnaire du moyen français (DMF) est de doter le moyen français (langue médiévale) d'un instrument comparable au TLF.